# شهرستان کرافورد (ایندیانا)
شهرستان کرافورد، ایندیانا (به انگلیسی: Crawford County, Indiana) شهرستانی در ایالات متحده آمریکا است که در ایندیانا واقع شده‌است.